# Payne’s Gray
Payne’s Gray war eine deutsche Progressive-Metal-Band, die im Jahr 1988 gegründet wurde und sich Ende der 1990er auflöste.

## Geschichte
Zwei Jahre nach der Gründung veröffentlichten sie ihr erstes Demo Of Tyrants and Reflections, im Jahr 1991 mit Infinity ein weiteres Demo. Vier Jahre danach erschien Kadath Decoded, ein Konzeptalbum über H. P. Lovecrafts Die Traumsuche nach dem unbekannten Kadath. Stilistisch orientierte es sich teilweise an Psychotic Waltz, insbesondere durch den Flöteneinsatz. Außerdem setzte die Band zwei Sänger ein. Nachdem Payne’s Gray 1998 ihr zweites Demo mit einem neuen Stück als Bonus neu aufgelegt hatten, lösten sie sich auf.
Michael Ehninger und Marco Müller spielten Ende der 1990er Jahre noch bei der Progressive-Metal-Band Destiny Dreaming, Martin Mannhardt war Anfang der 2000er Jahre für zwei Alben bei der Melodic-Metal-Band Wicked Sensation.

## Diskografie
- 1990: Of Tyrants and Reflections (Demo)
- 1991: Infinity (Demo)
- 1995: Kadath Decoded (Album)
- 1998: Infinity (Wiederveröffentlichung mit Bonus-Titel)